# Міддлбері (Коннектикут)
Міддлбері (англ. Middlebury) — місто (англ. town) в США, в окрузі Нью-Гейвен штату Коннектикут. Населення — 7574 особи (2020).

## Демографія
Згідно з переписом 2010 року, у місті мешкало 7575 осіб у 2748 домогосподарствах у складі 2108 родин. Було 2892 помешкання
Расовий склад населення:
| - 93,7 % — білих - 3,8 % — азіатів - 1,0 % — чорних або афроамериканців - 0,1 % — корінних американців |

До двох чи більше рас належало 1,1 %. Частка іспаномовних становила 2,7 % від усіх жителів.
За віковим діапазоном населення розподілялося таким чином: 24,6 % — особи молодші 18 років, 58,2 % — особи у віці 18—64 років, 17,2 % — особи у віці 65 років та старші. Медіана віку мешканця становила 43,9 року. На 100 осіб жіночої статі у місті припадало 93,6 чоловіків; на 100 жінок у віці від 18 років та старших — 90,7 чоловіків також старших 18 років.
Середній дохід на одне домашнє господарство становив 129 631 долар США (медіана — 105 036), а середній дохід на одну сім'ю — 150 231 долар (медіана — 119 336). Медіана доходів становила 82 150 доларів для чоловіків та 56 977 доларів для жінок. За межею бідності перебувало 5,1 % осіб, у тому числі 0,0 % дітей у віці до 18 років та 5,4 % осіб у віці 65 років та старших.
Цивільне працевлаштоване населення становило 3825 осіб. Основні галузі зайнятості: освіта, охорона здоров'я та соціальна допомога — 32,1 %, науковці, спеціалісти, менеджери — 14,7 %, роздрібна торгівля — 10,0 %, виробництво — 9,9 %.

## Уродженці
- Теофіл Мітчелл Прадден (1849—1924) — американський патолог.